# Rio Glodu (Secu)
O Rio Glodu é um rio da Romênia, afluente do Secu-Vaduri, localizado no distrito de Neamţ.